# Лоис Макмастър Бюджолд
Лоис Макмастър Бюджолд (на английски: Lois McMaster Bujold) е американска писателка на фантастика и фентъзи.

## Биография и творчество
Лоис Макмастър Бюджолд е родена на 2 ноември 1949 г. в град Кълъмбъс, щат Охайо. Учи в Университета на щат Охайо в продължение на четири години, но не го завършва. През 1971 г. се омъжва за Джон Фредерик Бюджолд, а през 1995 г. се развежда с него. Лоис Макмастър Бюджолд започва да пише фантастика през 1982 г. и през 1985 г. излиза нейният първи разказ в списанието „Twilight Zone“.

### Бараярски цикъл
По хронологичен ред на описваните събития:
- „Дилемата на съноплетачката“ (Dreamweaver's Dilemma, 1995 г.)
- „Без гравитация“ (Falling Free, 1988 г., печели награда Небюла)
- „За честта на Вор“ (оригинално заглавие – „Парчета чест“, Shards of Honor, 1986 г.)
- „Бараяр“ (Barrayar, 1991 г., печели Награда Хюго)
- „Наемниците на Дендарии“ (оригинално заглавие – „Чиракът на воина“, The Warrior's Apprentice, 1986 г.)
- „Границите на безкрая“ (Borders of Infinity, 1989 г., сборник от три новели: „Планините на скръбта“, „Лабиринт“ и „Границите на безкрая“)
- „Игрите на Вор“ (The Vor Game, 1990 г., печели Награда Хюго)
- „Сетаганда“ (Cetaganda, 1995 г.)
- „Етан от Атос“ (Ethan of Athos, 1986 г.)
- „Братя по оръжие“ (Brothers in Arms, 1989 г.)
- „Огледален танц“ (Mirror Dance, 1994 г., печели Награда Хюго)
- „Императорската гвардия“ (оригинално заглавие – „Памет“, Memory, 1996 г.)
- „Комар“ (Komarr, 1998 г.)
- „Цивилна кампания“ (A Civil Campaign, 2000 г.)
- „Подаръци за зимния празник“ (Winterfair Gifts, новела, издадена през 2003 г. на хърватски и руски, 2004 г. на английски)
- „Дипломатически имунитет“ (Diplomatic Immunity, 2002 г.)
- „Сделката на капитан Ворпатрил“ (Captain Vorpatril's Alliance, 2012 г.) (книгата е написана по-късно от „Криожега“, но описва по-ранни събития)
- „Криожега“ (Cryoburn, 2010 г.)
- „Джентълменът Джоул и Червената кралица“ (Gentleman Jole and the Red Queen, 2016 г.)

### Фентъзи романи
- „Оковният пръстен“ (The Spirit Ring, 1993 г.)
- Във вселената на Шалион:
  - „Проклятието на Шалион“ (The Curse of Chalion, 2001 г.)
  - „Рицарят на Шалион“ (оригинално заглавие – „Паладин на душите“, Paladin of Souls, 2003 г.)
  - „Свещеният крал“ (оригинално заглавие – „Свещеният лов“, The Hallowed Hunt, 2005 г.)
  - „Пенрик – Магьосникът от Шалион“
- „Споделящият нож" (The Sharing Knife) series:
  - „Омайване“ (Beguilement, 2006 г.)
  - „Наследство“ ( Legacy, 2007 г.)
  - „Преобразяване“ ( Passage, 2008 г.)
  - „Хоризонти“ ( Horizon, 2009 г.)

### Повести и разкази
- Barter
- Garage Sale
- The Adventure of the Lady on the Embankment
- The Whole Truth